# 渡邊衛
渡邊 衛（わたなべ まもる、1976年7月28日 - ）は、日本の俳優。エビス大黒舎所属。広島県出身。身長170cm、体重63kg。

## 出演

### 映画
- ひみつの花園（1997年2月15日、矢口史靖監督）
- 偽家族（佐々木想監督）

### テレビ
- ルックルックこんにちは（日本テレビ）
- ドキュメント女ののど自慢（日本テレビ）
- 法医学教室の事件ファイル（1998年1月3日、テレビ朝日） - 村井役
- はるちゃん3（1999年、フジテレビ） - 高橋役
- 警視庁女性捜査班（1999年1月30日、テレビ朝日） - 川口潔役
- ゲームの達人（2000年、NHK BS1）
- 変身！合体！超合金！（WOWOW）
- beポンキッキーズ　ロンゴマックス - 怠惰王ペレゾルの声[4]
- 独占追跡！三億円事件“最後の告白者たち”〜真犯人の影…45年目の新証言〜（2013年12月21日、フジテレビ） - 刑事役
- 天皇の料理番（2015年4月26日-7月12日、TBS） - 杉山役
- 花燃ゆ 第24話（2015年6月14日、NHK） - 新撰組隊士役

### 舞台
- 芝居をなめるな!（劇団ストイックスティックさよなら公演）
- 月光（2005年2月24日-2月27日、40CARAT　第14回公演）[5]
- シークレットライブ（2005年11月21日-11月22日、あひるなんちゃら企画公演)
- キミと遊ぶ（2008年、アルコール過敏症　第2回公演）

### その他
- STEEL　三菱地所レジデンス　「西新宿をHOMETOWNにしよう。」
- VP　メットライフ生命保険　ガードX - 看護師役
- VP　バリオセキュア　バリオのVCR - 社員役
- VP　彷徨う男 - つる役　山藤恵三監督